# 抗パーキンソン病薬
抗パーキンソン病薬（こうパーキンソンびょうやく、antiparkinson, antiparkinsonian）は、パーキンソン病やパーキンソン症候群の症状を治療し軽減する目的で用いられる薬物の種類である。これらの薬剤の多くは、中枢神経系（CNS）におけるドーパミン活性を増加させたりアセチルコリン活性を低下することによって作用する。
1960年代にはパーキンソン病の治療にドーパミン補充療法が登場したため、抗コリン性のパーキンソン病薬は、主に抗精神病薬との併用において用いられる。抗コリン薬は、抗精神病薬の使用による遅発性ジスキネジアには無効である。抗コリン薬のビペリデン（商品名はアキネトンやタスモリン）の添付文書には、その旨が記載されている。しかし、使用を控えるように推奨される現代においても、しばしば精神科の多剤大量処方にて用いられる。

## ドーパミン作用

### ドーパミン作動性前駆体
好ましくない交感神経様作用の副作用を防止するために他の薬よりも優先される。代謝されドーパミンになるアミノ酸といった神経伝達物質の前駆体である。
- フェニルアラニン
- チロシン
- レボドパ

### 選択的モノアミン酸化酵素B阻害剤
モノアミン酸化酵素Bによるドーパミンの代謝を阻むことで、脳内の濃度を増加させる。
モノアミン酸化酵素阻害薬（MAOI）である。従って致命的になる可能性のあるセロトニン症候群を避けるための多くの薬剤相互作用の注意がある。
- セレギリン
- ラサギリン

### COMT阻害剤
カテコール-O-メチルトランスフェラーゼ（COMT）によるドーパミンの代謝を阻むことで、脳内の濃度を増加させる。肝障害の可能性があるため監視が必要である。
- エンタカポン
- トルカポン（英語版）

### ドーパミン受容体作動薬
直接、ドーパミンの活動を増加させる。
多くの覚醒剤は、慢性的な使用により統合失調症様の症状を呈するため、現に罹患しているか既往歴がある場合には慎重投与の旨の、使用上の注意が添付文書に記載されている。
- アポモルヒネ（アポカイン）
- ブロモクリプチン
- プラミペキソール
- ロピニロール（レキップ）
- ロチゴチン（ニュープロパッチ）

## 抗コリン作用

### 抗コリン薬
ムスカリン受容体拮抗薬 (たとえばベンズトロピン)。運動過剰症を予防する。
非定型抗精神病薬が登場した現代においては、抗精神病薬の単剤化、減量などによって抗パーキンソン薬を用いないようにすることが推奨されている。抗精神病薬のハロペリドールの筋肉注射においても慎重な監視によって急性ジストニアが生じた場合にのみビペリデンを投与するというのが、世界的に標準的な方法である。
- ビペリデン （アキネトン、タスモリン）
- トリヘキシフェニジル（アーテン）

### 副作用
副作用は、口渇、便秘、排尿障害、認知機能や注意機能の低下、遅発性ジスキネジアのリスク増加など。
認知機能の障害として物事を想起するテストに対しての記憶障害がみられるが、薬剤の中止により10日程度で改善する。
甲状腺機能や眼内圧を亢進させるため、緑内障や甲状腺機能亢進症では併用禁忌あるいは慎重投与である。
抗コリン薬は、抗精神病薬の使用による遅発性ジスキネジアの危険性を高めるといういくつかの証拠がある。少なくとも抗コリン薬が遅発性ジスキネジアの重症度を高くすることについては十分な証拠があるため、抗コリン薬の中止が推奨される。従って、ビペリデン（商品名はアキネトンやタスモリン）の添付文書では、遅発性ジスキネジアには無効で場合により悪化する旨が記載されている。
なお、抗コリン作用を持つ薬剤は様々に存在する。

#### 離脱症状
抗コリン性抗パーキンソン病薬の減薬は、コリン作動性リバウンド症候群を生じるため、慎重に徐々に行うことが必要である。
これらの薬剤の離脱症状として、不安、不眠、頭痛、嘔吐、めまい、インフルエンザ様症状や妄想症状の悪化が見られるため、抗精神病薬と同時の減量は注意が必要である。
抗パーキンソン病薬にも離脱症状が生じるため抗精神病薬が1剤になった時点で抗パーキンソン病薬の減量に取り掛かるなど慎重にとりかかる必要がある。